# Hopeman
Hopeman (Hudaman in lingua gaelica scozzese) è una località della Scozia, situata nell'area di consiglio del Moray.